# Ковтуновська Марія Ігорівна
Марія Ігорівна Ковтуновська (рос. Мария Игоревна Ковтуновская; 19 грудня 1988) — російська ватерполістка.
Учасниця Олімпійських Ігор 2012 року.
Призерка Чемпіонату світу з водних видів спорту 2007, 2009, 2011 років.